# Kongres Nowej Prawicy

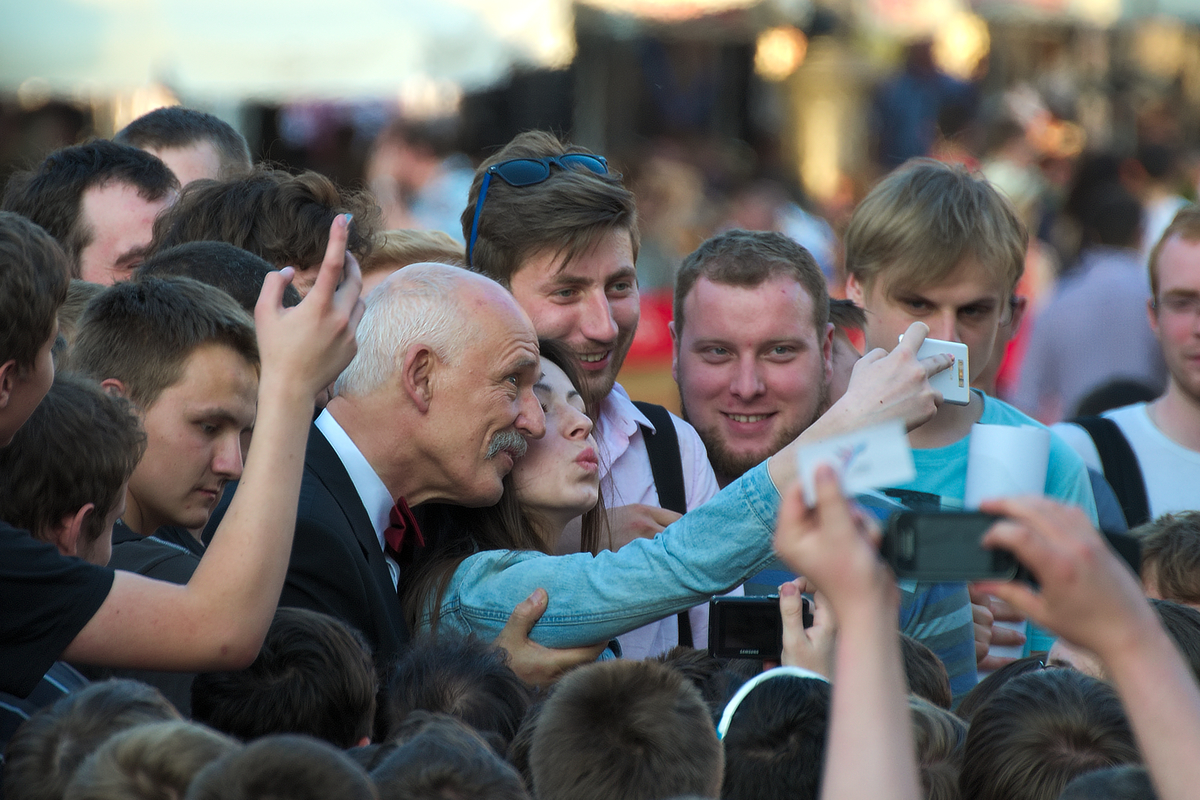
Der ehemalige Vorsitzende Janusz Korwin-Mikke mit Anhängern (2014)

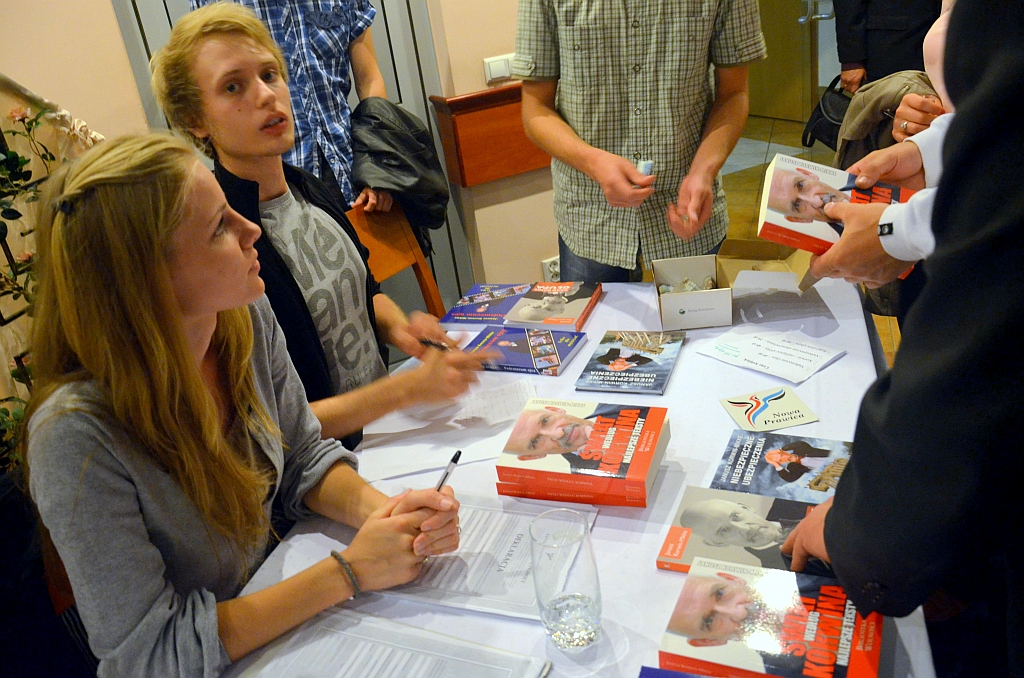
Mitglieder des KNP in Sanok (2013)

Der Kongres Nowej Prawicy (deutsch: Kongress der neuen Rechten, Kurzbezeichnung: KNP) ist eine politische Partei in Polen. Seit dem Ausscheiden des Vorsitzenden Janusz Korwin-Mikke und Gründung seiner eigenen Partei KORWiN ist sie politisch unbedeutend geworden.

## Geschichte
Der Kongres Nowej Prawicy wurde 2011 durch Politiker der Parteien Unia Polityki Realnej (dt. Union der Realpolitik) und Wolność i Praworządność (dt. Freiheit und Rechtsstaatlichkeit) gegründet. Wie schon bei den vorherigen Parteien fungiert auch im Fall des KNP Janusz Korwin-Mikke als Initiator und Vorsitzender. Das Ziel des Bündnisses war unter anderem eine Bündelung der Kräfte im Zuge anstehender Wahlkämpfe. Keiner der beiden vorherigen Parteien war seit 1993 der Einzug in den Sejm, das polnische Parlament, gelungen.
Im Vorfeld der Parlamentswahlen 2011 hatte die polnische Wahlkommission den KNP aufgrund von Unstimmigkeiten bei der Wahlanmeldung jedoch nur in 21 der insgesamt 41 Wahlkreise zugelassen. Mehrere Klagen des KNP gegen die partielle Nichtzulassung, wie auch gegen das anschließende Wahlergebnis, wurden im Nachhinein abgewiesen. Der KNP erhielt bei den Parlamentswahlen am 9. Oktober 2011 schließlich nur 151.837 Stimmen, was 1,1 % entspricht, und konnte somit die für den Einzug in den Sejm geltende Fünf-Prozent-Klausel nicht bewältigen.
Entgegen vorheriger Prognosen erzielte der KNP bei der Wahl zum Europäischen Parlament 2014 jedoch überraschend 7,15 % der Stimmen und errang damit vier Mandate. Besonders stark schnitt der KNP bei den Jungwählern ab: etwa 30 % der unter 25-jährigen wählten die Partei. 70 % ihrer Wähler waren jünger als 40. Am 28. Mai 2014 kündigte der KNP zudem eine Zusammenarbeit mit der slowakischen Partei Sloboda a Solidarita von Richard Sulík auf europäischer Ebene an.
Am 11. Juni 2014 wurde bekannt, dass der KNP innerhalb des Europäischen Parlaments Mitglied der geplanten Fraktion Europa der Nationen und Freiheiten werden wolle, die von der französischen Partei Front National initiiert worden war. Da jedoch zur Fraktionsbildung Abgeordnete aus sieben Ländern benötigt werden, sich aber nur Abgeordnete aus sechs zusammenfanden, scheiterte die Anmeldung der Fraktion vorläufig. Nach Verstreichen der Frist zur Anmeldung von Fraktionen, die bereits in der konstituierenden Sitzung des Europäischen Parlaments bestehen sollen, erklärte Geert Wilders, der Vorsitzende der niederländischen Partij voor de Vrijheid, inhaltliche Diskrepanzen zwischen den Parteien hätten ein Bündnis ohnehin unmöglich gemacht. So hatte er eine Zusammenarbeit mit dem KNP, insbesondere dessen damaligen Vorsitzenden Janusz Korwin-Mikke aufgrund seiner „antisemitischen Entgleisungen“, ausgeschlossen. Kurz darauf trat Robert Iwaszkiewicz, damaliger Europaabgeordneter des KNP, der von der britischen United Kingdom Independence Party dominierten Fraktion Europa der Freiheit und der direkten Demokratie bei.
Bei den am 16. November 2014 in Polen abgehaltenen Kommunalwahlen zu den Regionalparlamenten und Gemeindegremien erlitt der KNP eine deutliche Niederlage und konnte kein einziges Mandat erlangen. In der Folge trat Korwin-Mikke vom Vorsitz der Partei zurück und am 22. Januar 2015 aus dem KNP aus, dem er jedoch wieder als Ehrenmitglied angehört. Er gründete daraufhin die KORWIN-Partei. Zu seinem Nachfolger wurde am 5. Januar 2015 der Europaabgeordnete Michał Marusik gewählt.
Für die am 10. Mai 2015 abgehaltene Präsidentschaftswahl stellte der KNP den Juristen Jacek Wilk als Kandidaten auf. Er erlangte mit 0,46 % der Stimmen das zweitniedrigste Ergebnis.
Am 15. Juni 2015 gelang die Gründung der Fraktion Europa der Nationen und Freiheiten unter anderem mithilfe des Anschlusses der beiden verbliebenen Abgeordneten Michał Marusik und Stanisław Żółtek.  Der ehemalige KNP Chef Korwin-Mikke ist weiterhin fraktionslos.
Bei der Parlamentswahl in Polen 2015 trat die KNP in sechs der 41 Wahlkreise an und erhielt 4852 Stimmen (0,03 %). In anderen Wahlkreisen unterstützte die Partei die Liste „Gott segne Dich“ von Grzegorz Braun, die Partei KORWiN oder die Bewegung Kukiz’15. KNP-Mitglied Jacek Wilk wurde auf der Liste von Kukiz’15 in den Sejm gewählt und trat am 3. November 2017 der Wolność um Korwin-Mikke bei und ist nach seinem Austritt aus der Kukiz-Fraktion parteiloser Abgeordneter. Am 28. Januar 2017 trat Michał Marusik als Parteipräsident zurück und wurde durch den anderen Europaabgeordneten Stanisław Żółtek ersetzt.

## Programmatik
Der KNP lehnt das derzeitige politische und wirtschaftliche System der Dritten Polnischen Republik ab und fordert eine Umbenennung des Staates. Des Weiteren solle das Rechtssystem zukünftig auf den römischen Grundsätzen Volenti non fit iniuria („Dem Einwilligenden geschieht kein Unrecht“) und Lex retro non agit (Rückwirkungsverbot) beruhen. Gleichzeitig lehnt der KNP jede staatliche Intervention in Bezug auf das Handelswesen und Privatleben ab und fordert die Einführung der Freien Marktwirtschaft sowie den Erhalt der derzeitigen Nationalwährung Złoty. Die Partei fordert auch eine Liberalisierung des Waffenrechts. Zudem sollen die polnischen Woiwodschaften auf lange Sicht mehr Kompetenzen erhalten und Polen in einen Föderalstaat umgewandelt werden.
Kurzfristig solle auch der Ausstieg Polens aus der Europäischen Union erfolgen. Dabei solle das Land jedoch das Schengener Abkommen und die Mitgliedschaft im gemeinsamen Wirtschaftsraum aufrechterhalten. Der polnische Senat solle laut KNP zukünftig nur noch 32 statt der derzeitigen 100 Mandate vergeben. Der amtierende polnische Präsident solle in diesem Zusammenhang ein zu zwei Dritteln gewichtetes Vetorecht erhalten. Dem Sejm solle hingegen fast jede politische Kompetenz entzogen werden und die Zahl der Abgeordneten von 460 auf 120 sinken. Die Regierung solle zudem zukünftig nur noch aus einem Premier und lediglich sechs Ministern bestehen. Der Premier dürfe nur die bereits festgelegten Ressorts Verteidigung, Äußeres, Inneres, Finanzen, Justiz und Wirtschaft mit Ministern besetzen.
Wirtschaftspolitisch fordert der KNP massive Steuersenkungen und eine vollständige Privatisierung aller noch in öffentlichem Besitz befindlichen Unternehmen. Dies umfasse auch eine Reform sowie Privatisierung der rechtlich-öffentlichen Medien und staatlicher Bildungseinrichtungen von der Grundschule bis zur Universität. Des Weiteren wolle der KNP die Ausgaben für das Militär und die Polizei erhöhen. Der KNP fordert weiterhin die Wiedereinführung der 1997 abgeschafften Todesstrafe für mit Vorsatz verübte schwere Straftaten. Eine Ehe dürfe zukünftig zudem nur ein Paar eingehen, das biologisch im Stande sei Nachwuchs zu zeugen. Hinzu kommt, dass der KNP die Versicherungs- und Rezeptpflicht abschaffen wolle und sowohl ein Recht auf Abtreibung als auch Sterbehilfe ablehnt.

## Einschätzung
Politologen schätzen den KNP als populistisch agierende Partei ein, die den Platz von mittlerweile in der Bedeutungslosigkeit verschwundenen rechtsgerichteten und nationalistischen Gruppierungen, wie etwa der Liga Polskich Rodzin (Liga Polnischer Familien), eingenommen habe und gleichzeitig von der niedrigen Wahlbeteiligung in Polen profitiere. Korwin-Mikke schaffe es mit kontroversen Aussagen und medienwirksamen Auftritten zudem, wie schon Janusz Palikot im Fall der progressiven Partei Twój Ruch (Deine Bewegung), eine bisher von etablierten Parteien mehrheitlich ignorierte Gruppe der Gesellschaft anzusprechen. Gleichzeitig spreche die libertäre Programmatik diejenigen an, die auch aus historischen Gründen vom polnischen Staatswesen enttäuscht seien.
Der Krakauer Parteienforscher Janusz A. Majcherek erklärt den derzeitigen Erfolg des KNP ebenfalls damit, dass die Partei vor allem bei bestimmten Gruppen junger Wähler von ihrem „fortgeschrittenen Libertarianismus und Engagement für immer kuriosere Kampagnen (zum Beispiel gegen die Gurtpflicht beim Autofahren als Beschränkung der persönlichen Freiheit) sowie Korwin-Mikkes propagierten empörenden Ansichten (beispielsweise über die Entbehrlichkeit des Frauenwahlrechtes, weil Frauen aus genetischen Gründen immer für den Wohlfahrtsstaat wählen werden)“ profitiere. Hinzu kämen Korwin-Mikkes öffentliche Präsenz und seine Lebensart. Das Profil seiner Partei käme laut Majcherek dabei der Tea-Party-Bewegung am nächsten. Der KNP verbinde in dieser Hinsicht einen „extremen ökonomischen Liberalismus mit einem kulturell-sittlichen Ultrakonservatismus und Antietatismus“.

## Verweise
1. ↑  http://wybory2011.pkw.gov.pl/wsw/pl/000000.html
2. ↑  Irene Hahn-Fuhr: Polen und Europa – Ein klares Jein! Heinrich-Böll-Stiftung Warschau, 2. Juni 2014.
3. ↑  Europaparlament: Rechtspopulisten scheitern mit Fraktionsbildung. In: Spiegel Online. 24. Juni 2014, abgerufen am 9. Juni 2018.
4. ↑  http://polen-heute.de/knp-bleibt-fraktionslos-im-eu-parlament-71704/
5. ↑  Wybory Samorządowe 2014 (Memento vom 14. Dezember 2014 im Internet Archive)
6. ↑  http://www.tvn24.pl/korwin-nowa-partia-korwin-mikkego,508239,s.html
7. ↑  http://wiadomosci.onet.pl/kraj/jacek-wilk-kandydatem-knp-na-prezydenta/9w10xp
8. ↑  Politolodzy o rosnącym poparciu dla Kongresu Nowej Prawicy. Sendung Minęła 20, TVP Info, 21. April 2014.
9. ↑  Janusz A. Majcherek: Die Wahl zum Europäischen Parlament in Polen. In: Polen-Analysen, Nr. 148, Juli 2014, S. 2–6, auf S. 5.